# Lordelo (Vila Real)
Pour les articles homonymes, voir Lordelo.
Lordelo est une localité de la commune portugaise de Vila Real.